# Liste der Naturdenkmale in Schotten (Stadt)
Die Liste der Naturdenkmale in Schotten (Stadt) nennt die im Gebiet der Stadt Schotten im Vogelsbergkreis in Hessen gelegenen Naturdenkmale.
| Bild            | Bezeichnung                                   | Ortsteil, Lage                                            | Beschreibung                                | Art        | Nr.      |
| --------------- | --------------------------------------------- | --------------------------------------------------------- | ------------------------------------------- | ---------- | -------- |
| Fotos hochladen | Linden auf dem Schellnberg                    | Betzenrod 50° 30′ 52,4″ N, 9° 7′ 27,9″ O                  | Einst 3, noch 2 Linden.                     |            | 16.080.1 |
| Fotos hochladen | 5 Linden auf dem Friedhof                     | Betzenrod 50° 30′ 53,8″ N, 9° 7′ 29,4″ O                  |                                             |            | 16.081.1 |
| Fotos hochladen | Gluckensteine                                 | Betzenrod 50° 30′ 38,1″ N, 9° 7′ 13,3″ O                  | Tholeiitischer Basaltfelsen im Eichholz     | Felsgruppe | 16.082.1 |
| Fotos hochladen | Felsblöcke bei Betzenrod, vorher Wildfrauhaus | Betzenrod 50° 31′ 19,8″ N, 9° 7′ 31″ O                    | Blockhalde                                  | Felsgruppe | 16.083.1 |
| BW              | Linde an der Viehwaage                        | Breungeshain 50° 30′ 25,6″ N, 9° 12′ 22,3″ O              | Löschung 1992.                              | Einzelbaum | 084      |
| Fotos hochladen | Linde vor dem Friedhof                        | Breungeshain 50° 30′ 40,3″ N, 9° 12′ 46,5″ O              |                                             | Einzelbaum | 16.084.1 |
| BW              | 4 Linden auf dem Friedhof                     | Burkhards 50° 27′ 37,4″ N, 9° 11′ 45,6″ O                 |                                             |            | 16.085.1 |
| BW              | 4 Linden auf dem Friedhof                     | Busenborn 50° 29′ 53,2″ N, 9° 10′ 48″ O                   |                                             |            | 16.086.1 |
| Fotos hochladen | Der Bilstein                                  | Busenborn 50° 29′ 45,1″ N, 9° 12′ 10,5″ O                 | Bergkegel                                   |            | 16.087.1 |
| BW              | Alter Steinbruch                              | Eichelsachsen 50° 27′ 15,1″ N, 9° 8′ 9,1″ O               | stillgelegter Basaltsteinbruch              |            | 16.088.2 |
| BW              | Lindengruppe am Heiligenborn                  | Eichelsachsen 50° 27′ 8,9″ N, 9° 8′ 4,6″ O                | 17 Linden und weitere naturnahe Vegetation. | Baumgruppe | 16.089.1 |
| Fotos hochladen | 2 Linden an der Zwiefalterschneise            | Eichelsachsen 50° 26′ 52,7″ N, 9° 8′ 27,2″ O              |                                             |            | 16.090.1 |
| BW              | 4 Linden auf dem Friedhof                     | Eschenrod 50° 28′ 29,4″ N, 9° 9′ 25,2″ O                  |                                             |            | 16.091.1 |
| BW              | 7 Linden auf dem Lindenplatz                  | Eschenrod 50° 28′ 25,9″ N, 9° 9′ 36″ O                    | Einst 7, noch 3 Linden.                     |            | 16.092.1 |
| Fotos hochladen | Linde am tiefen Weg                           | Götzen 50° 31′ 3,7″ N, 9° 8′ 32,7″ O                      |                                             | Einzelbaum | 16.093.1 |
| Fotos hochladen | Die Bergsäckerbuche                           | Kaulstoß 50° 28′ 1,8″ N, 9° 13′ 50,1″ O                   | dreistämmige Buche                          | Einzelbaum | 16.094.1 |
| Fotos hochladen | Alte Burg                                     | Kaulstoß 50° 27′ 50,8″ N, 9° 14′ 28,6″ O                  | Alkalibasaltklippe mit Blockhalde           |            | 16.095.2 |
| Fotos hochladen | Sauborn                                       | Kaulstoß 50° 29′ 23,4″ N, 9° 13′ 28,4″ O                  | Quelle                                      |            | 16.096.2 |
| Fotos hochladen | Eiche über dem Dorf                           | Michelbach 50° 30′ 16,1″ N, 9° 9′ 39,5″ O                 |                                             | Einzelbaum | 16.097.1 |
| Fotos hochladen | 4 Linden über dem Dorf                        | Michelbach 50° 30′ 17,9″ N, 9° 9′ 33,9″ O                 | noch 1 Linde.                               |            | 16.098.1 |
| BW              | Reipperts                                     | Michelbach 50° 28′ 59,2″ N, 9° 4′ 7,5″ O                  | Blockmeer                                   |            | 16.099.2 |
| Fotos hochladen | Alteburgskopf                                 | Schotten 50° 29′ 30,9″ N, 9° 8′ 1,7″ O                    | Blockhalde                                  |            | 16.100.2 |
| Fotos hochladen | Baumgruppe auf den Kohlplätzen                | Sichenhausen 50° 29′ 11,5″ N, 9° 14′ 42,3″ O              | 10 Hutebuchen. 5 Buchen 3 Stammreste        | Baumgruppe | 16.101.1 |
| Fotos hochladen | Hutebuche am Sängerswald                      | Sichenhausen 50° 28′ 45,2″ N, 9° 14′ 5″ O                 |                                             | Einzelbaum | 16.102.1 |
| Fotos hochladen | Wilde Saudeck                                 | Sichenhausen 50° 29′ 41,1″ N, 9° 15′ 1,2″ O               | Tuffbrekzienklippe mit Trachytbruchstücken  |            | 16.103.2 |
| BW              | Buche an der Heinzchesahle                    | Sichenhausen, Flur 7, Nr. 70 50° 29′ 6″ N, 9° 14′ 49,2″ O | Löschung 2012.                              | Einzelbaum | 099      |
| BW              | 3 Eichen und 1 Linde vor dem Friedhof         | Wingershausen 50° 28′ 8,7″ N, 9° 7′ 54,2″ O               |                                             |            | 16.102.1 |

## Belege
1. ↑  
Naturdenkmale in Hessen. (pdf; 405 kB) Anlage zu Kleine Anfrage der Abg. Ursula Hammann (BÜNDNIS 90/DIE GRÜNEN) vom 15.04.2011 betreffend Biotopverbund Teil 2 und Antwort der Ministerin für Umwelt, Energie, Landwirtschaft und Verbraucherschutz. Hessischer Landtag, 22. Juni 2011, S. 103–108, abgerufen am 4. Februar 2016.
2. 1 2 3 4 5 6 7 8 9 10 11 12 13 14 15 16 17 18 19 20 21 22 23 24 25 26 27 28 29 30 31 32 33 34 35 36 37 38 39 40  
Naturdenkmäler im Vogelsbergkreis -Übersichtstabelle- Anlage 1 der Verordnung. (pdf; 30 kB) www.vogelsbergkreis.de, 1. Januar 2018, abgerufen am 7. Januar 2022.

- Karte mit allen Koordinaten:
- OSM |
- WikiMap